# Марк Потвен
Марк Потвен (фр. Marc Potvin; 29 січня 1967, Оттава — 13 січня 2006, Каламазу) — канадський хокеїст, що грав на позиції крайнього нападника. Згодом — хокейний тренер.

## Ігрова кар'єра
Професійну хокейну кар'єру розпочав 1990 року.
1986 року був обраний на драфті НХЛ під 169-м загальним номером командою «Детройт Ред-Вінгс».
Протягом професійної клубної ігрової кар'єри, що тривала 9 років, захищав кольори команд «Детройт Ред-Вінгс», «Лос-Анджелес Кінгс», «Гартфорд Вейлерс» та «Бостон Брюїнс».

## Тренерська робота
З 1998 по 2004 тренував клуби АХЛ та ХЛСУ.

## Смерть
13 січня 2006, Потвен був знайдений мертвим у готельному номері в Каламазу, штат Мічиган. 10 лютого поліція оголосила, що його смерть була самогубством (він повісився в ванній кімнаті готелю). В нього лишились дружина та двоє дітей — син (4 роки на той час) і донька (9 років на той час).

## Родина
Кузени: Жан Потвен та Деніс Потвен теж хокеїсти.

## Нагороди та досягнення
- Володар Кубку Колдера в складі «Адірондак Ред-Вінгс» — 1992.
- Володар Кубку Тернера в складі «Чикаго Вулвс»» — 1998.

## Статистика НХЛ
| Сезон        | Клуб                  | Ліга         | Регулярний сезон | Регулярний сезон | Регулярний сезон | Регулярний сезон | Регулярний сезон | Плей-оф | Плей-оф | Плей-оф | Плей-оф | Плей-оф |
| Сезон        | Клуб                  | Ліга         | І                | Г                | П                | О                | ШХ               | І       | Г       | П       | О       | ШХ      |
| ------------ | --------------------- | ------------ | ---------------- | ---------------- | ---------------- | ---------------- | ---------------- | ------- | ------- | ------- | ------- | ------- |
| 1990-1991    | «Детройт Ред-Вінгс»   | НХЛ          | 9                | 0                | 0                | 0                | 55               | 6       | 0       | 0       | 0       | 32      |
| 1991—1992    | «Адірондак Ред-Вінгс» | АХЛ          | 51               | 13               | 16               | 29               | 314              | 19      | 5       | 4       | 9       | 57      |
| 1991-1992    | «Детройт Ред-Вінгс»   | НХЛ          | 5                | 1                | 0                | 1                | 52               | 1       | 0       | 0       | 0       | 0       |
| 1992-1993    | «Адірондак Ред-Вінгс» | АХЛ          | 37               | 8                | 12               | 20               | 109              | -       | -       | -       | -       | -       |
| 1992-1993    | «Лос-Анджелес Кінгс»  | НХЛ          | 20               | 0                | 1                | 1                | 61               | 1       | 0       | 0       | 0       | 0       |
| 1993-1994    | «Лос-Анджелес Кінгс»  | НХЛ          | 3                | 0                | 0                | 0                | 26               | -       | -       | -       | -       | -       |
| 1993-1994    | «Гартфорд Вейлерс»    | НХЛ          | 51               | 2                | 3                | 5                | 246              | -       | -       | -       | -       | -       |
| 1994-1995    | «Провіденс Брюїнс»    | АХЛ          | 21               | 4                | 14               | 18               | 84               | 12      | 2       | 4       | 6       | 25      |
| 1994-1995    | «Бостон Брюїнс»       | НХЛ          | 6                | 0                | 1                | 1                | 4                | -       | -       | -       | -       | -       |
| 1995-1996    | «Провіденс Брюїнс»    | АХЛ          | 48               | 9                | 9                | 18               | 118              | -       | -       | -       | -       | -       |
| 1995-1996    | «Бостон Брюїнс»       | НХЛ          | 27               | 0                | 0                | 0                | 12               | 5       | 0       | 1       | 1       | 18      |
| 1996-1997    | «Портленд Пайретс»    | АХЛ          | 71               | 17               | 15               | 32               | 210              | 5       | 0       | 0       | 0       | 12      |
| Усього в НХЛ | Усього в НХЛ          | Усього в НХЛ | 121              | 3                | 5                | 8                | 456              | 13      | 0       | 1       | 1       | 50      |